# Estländska Harriska lantmilisregementet
Estländska Harriska lantmilisregementet, eller bara Harriska lantmilisregementet, var en värvad milis inom svenska armén som verkade åren 1701–1710. Förbandet var förlagt i Harrien, Svenska Estland.

## Historia
Estländska Harriska lantmilisregementet värvades i Harrien. År 1704 gick regementet delvis förlorat efter belägringen av Narva, som slutade med rysk seger. Regementet kom därefter att återuppsättas till en viss del. År 1710 föll hela regementet i rysk fångenskap i samband med belägringen av Reval.

## Förbandschefer
- 1701–1710: Bogislaus von der Pahlen